# Il sigillo maledetto dei templari
Il sigillo maledetto dei templari (Crusader Gold) è un romanzo scritto dall'archeologo e scrittore David Gibbins e costituisce il secondo capitolo della serie con protagonista Jack Howard.

## Trama
Dopo un prologo ambientato nel 71 a.C., quando la Menorah viene trasportata dal tempio ebraico di Gerusalemme e rinchiusa a Roma, 
il romanzo inizia nel porto di Istanbul ai nostri giorni, dove Jack Howard (un archeologo marino) è a caccia di tesori antichi. Tra i tesori gettati nelle acque del porto, ai tempi dei crociati, potrebbe trovarsi la Menorah, uno tra i più importanti tesori dell'ebraismo. Jack impara presto dai colleghi Jeremy e Maria che il tesoro in questione potrebbe essere stato rubato da Costantinopoli dal guerriero norvegese Harald Hardrada, durante il suo servizio per l'imperatore bizantino. Jack, per avere ulteriori informazioni sulle eventuali tracce del tesoro, va al monastero di Iona in Scozia, per incontrare un sacerdote che lo informa sulla presenza dell'Ahnenerbe nazista (già sulle tracce della menorah dal 1930). Dopo qualche tempo, il sacerdote viene trovato orribilmente ucciso, a dimostrazione che i nazisti di oggi li stanno seguendo nell'ombra. In Groenlandia, Jack e il suo amico Costas, durante l'immersione all'interno di un iceberg, trovano sepolta una nave vichinga perfettamente conservata che contiene uno dei guerrieri di Hardrada. Dopo tale ritrovamento, il gruppo decide di andare all'l'Anse aux Meadows in Canada, un sito vichingo in Groenlandia, dove ulteriori indizi li portano in Yucatán, una regione del Messico, dove Hardrada e i suoi uomini combatterono un'ultima battaglia con i Maya. Dopo un pericoloso tuffo in un cenote, Jack scopre la verità ultima di Hardrada e il destino della Menorah. Dopo un braccio di ferro con i nazisti e i loro scagnozzi, decide di ripartire per nuove avventure.

## Edizioni
(EN) David Gibbins, Il sigillo maledetto dei templari, Roma, Newton Compton, 2012  [2006],  p. 373, ISBN 9788854139770.